# Felipe Molina Larios contra Honduras
Caso Felipe Molina Larios contra Honduras, internacional conocido por la Corte de Justicia Centroamericana o Corte de Cartago, en 1913.
El caso se inició en noviembre de 1913, cuando Felipe Molina Larios, ciudadano de Nicaragua, demandó a Honduras ante la Corte de Cartago, por considerar que había sido expulsado arbitrariamente de ese país. La Corte, con los votos de los magistrados de Guatemala, Honduras y Nicaragua, rechazó la demanda por considerar que el demandante no había demostrado el agotamiento previo de los recursos internos del ordenamiento hondureño. Los magistrados de Costa Rica y El Salvador salvaron sus votos.
- Datos: Q6435209